# Венцел III (Лигниц-Олау)
Венцел III фон Олау (на немски: Wenzel III/Waclaw III/Wenceslaus III von Ohlau; на полски: Wacław III Oławski; * 1400; † между 14 януари – 28 май 1423) е херцог на Олау/Олава и Нимпч/Немча (1420 – 1423) в Полша заедно с малкия му брат Лудвиг III. Той е от рода на Силезийските Пясти.

## Живот
Той е вторият син на херцог Хайнрих IX фон Любен († 1419/1420) и съпругата му Анна фон Тешен/Тешин († 1403) от род Пясти, дъщеря на херцог Премислав I († 1410) и Елзбиета/Елизабет фон Битом и Козилск († сл. 1373). Брат е на Рупрехт II († 1431), херцог на Любен, от 1422 г. рицар на „Малтийския орден“ в Полша, и Лудвиг III († 1441), херцог на Любен и Олау.
През 1420 г. братята сключват наследствен договор с чичо си херцог Лудвиг II фон Лигниц (1384 – 1436), който няма мъжки наследник, и от 1436 до 1469 г. следват наследствени конфликти.
Венцел III фон Олау умира през 1423 г. неженен и бездетен. Наследен е от малкия му брат Лудвиг III.